# Meteorologický sloup (Lázně Libverda)
Meteorologický sloup instalovaný v Lázních Libverdě, obci na severu České republiky, ve Frýdlantském výběžku Libereckého kraje, je technické zařízení sloužící k informování veřejnosti o aktuálním počasí.

## Popis
Objekt byl zbudován na konci 19. století, konkrétně roku 1890, a o téměř 130 let později (roku 2018) prošel rekonstrukcí. Nachází se v centru obce, na zdejší lázeňské kolonádě.
Má podobu čtyřboké, štíhlé a vysoké konstrukce ze dřeva. Na každé z kvarteta stran se nachází prosklená vitrína. V jedné z nich je osazen teploměr, tlakoměr a vlhkoměr. Ve vrchní části sloupu se nacházely hodiny, jež byly posléze odstraněny, nicméně během rekonstrukce v roce 2018 se navrátily zpět. Na samotném vrcholku sloupu, kde bývá obvykle osazena větrná růžice, visely na dvou ozdobných kovových ramenech velké skleněné koule parkového svítidla veřejného osvětlení (na každém z ramen jedna). Ani ty se sice nedochovaly, nicméně od rekonstrukce roku 2018 jsou nahrazeny novými světly. Tato kombinace meteorologického sloupu a veřejného osvětlení se podle dostupných pramenů nikde jinde na území České republiky nenachází. Dříve byla taková kombinace realizována i na sloupu v Žamberku, který stával na tamním Mírovém náměstí, jenže při rekonstrukci asfaltového povrchu náměstí na začátku osmdesátých letech 20. století sloup zmizel neznámo kam, a nepotvrzeně byla tato kombinace rovněž na sloupu v Novém Bydžově.